# Kruščica
Kruščica (v srbské cyrilici Крушчица, česky Kruščice) je vesnice v srbském Banátu ve Vojvodině, součást města Bela Crkva. V roce 2002 měla 989 obyvatel. V Kruščici žije česká menšina, podle údajů ze sčítání z roku 2002 tvořili Češi s 231 příslušníky přibližně 23 % obyvatelstva vesnice. Pro srovnání: v roce 1910 tvořili Češi s 481 lidmi cca 22 % obyvatel vsi.

## Česká menšina
První Češi se v Kruščici objevili v roce 1834. Osadníci z první české přistěhovalecké vlny pocházeli z českých kolonizačních vesnic v horách rumunského Banátu – z Gerníku, Rovenska, Šumice či Bígru. Následně se do Kruščice začali stěhovat také Češi přímo z českých zemí, a to ponejvíce ze středních a jihozápadních Čech. V současnosti (2022) působí ve vsi spolek Česká beseda Kruščice, který spravuje také místní český kulturní dům. V minulosti působila v Kruščici česká škola (zanikla roku 1964), dnes zajišťuje výuku českého jazyka učitel vyslaný Domem zahraniční spolupráce (ten ovšem působí i v dalších českých sídlech srbského Banátu). Tamější Češi jsou většinou římskokatolického vyznání, v roce 1912 stáli za vybudováním kostela svatého Václava, v němž se dodnes slouží mše v češtině.